# Gnophosema
Gnophosema is een geslacht van vlinders van de familie spanners (Geometridae), uit de onderfamilie Geometrinae.

## Soorten
- G. isometra (Warren, 1888)
- G. palumba Brandt, 1938